# مقاطعة عدادو
مقاطعة عدادو (بالصومالية: Degmada Cadaado)‏ هي مقاطعة تابعة لمحافظة جلجدود بوسط الصومال، عاصمتها عدادو.

## وصلات خارجية
- مقاطعات الصومال
- الخريطة الإدارية لمقاطعة عدادو